# Askidiosperma delicatulum
Askidiosperma delicatulum là một loài thực vật có hoa trong họ Restionaceae. Loài này được H.P.Linder mô tả khoa học đầu tiên năm 2001.